# Dračić
Dračić (em cirílico: Драчић) é uma vila da Sérvia localizada no município de Valjevo, pertencente ao distrito de Kolubara. A sua população era de 267 habitantes segundo o censo de 2011.

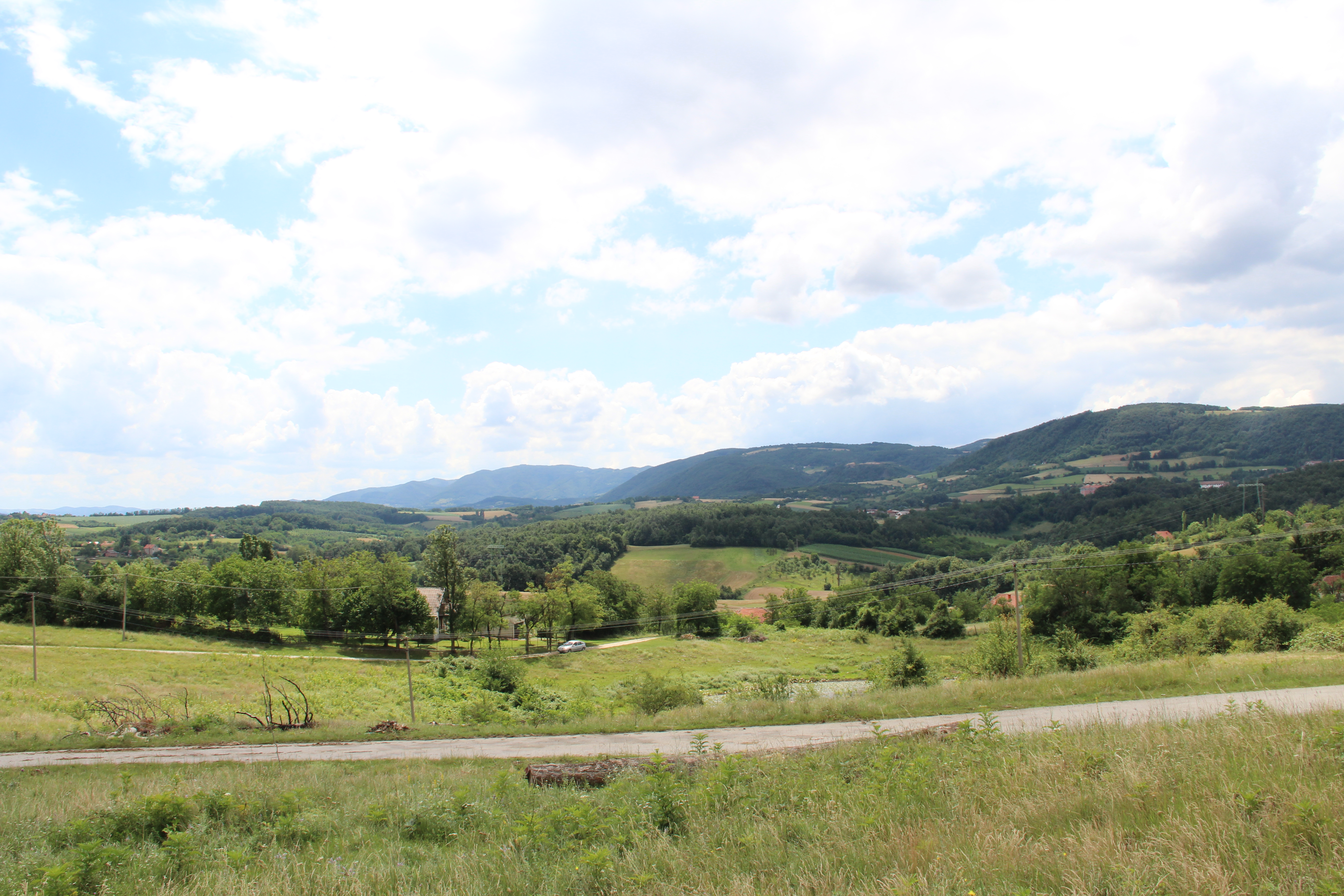
Dračić - panorama
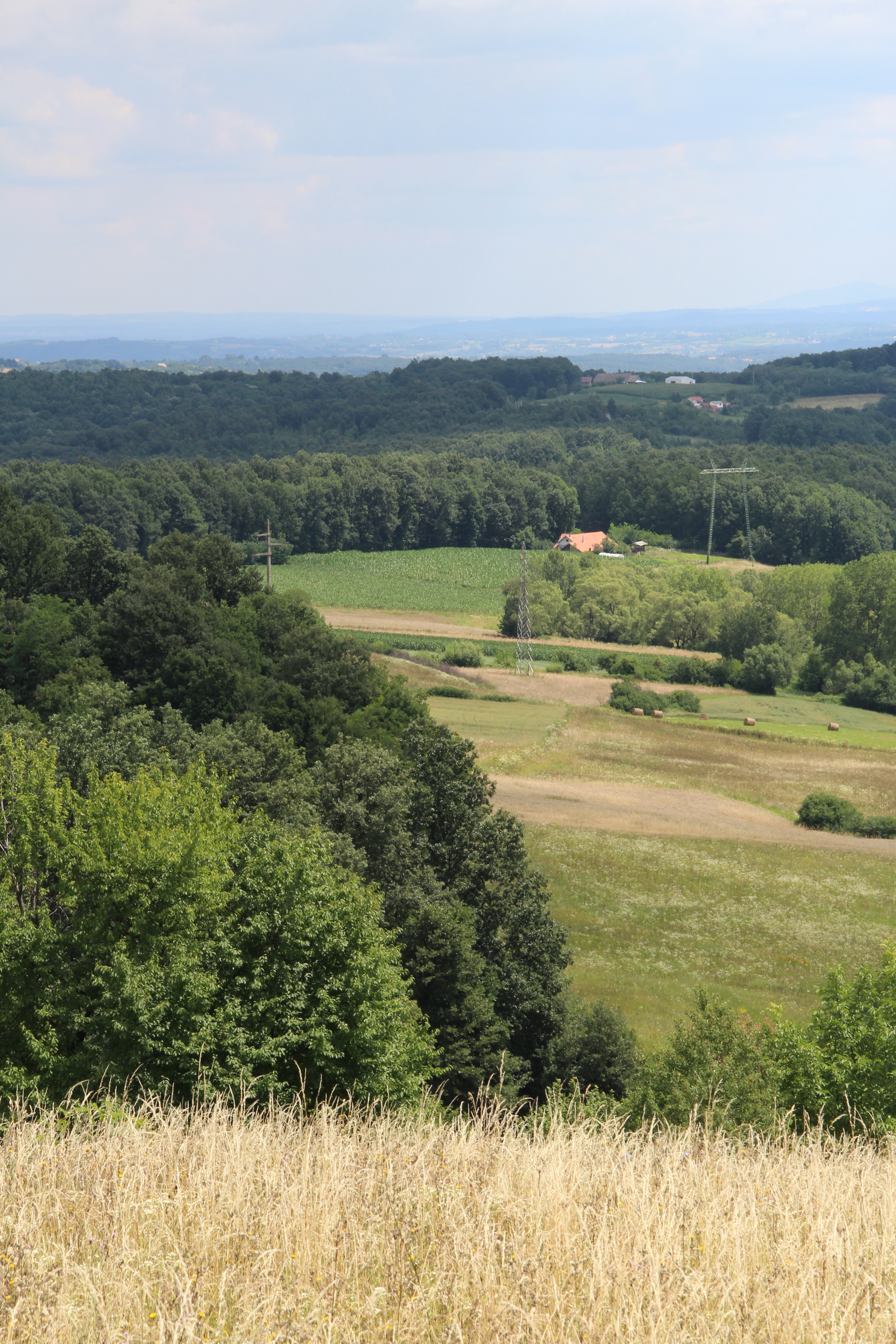
Dračić - panorama
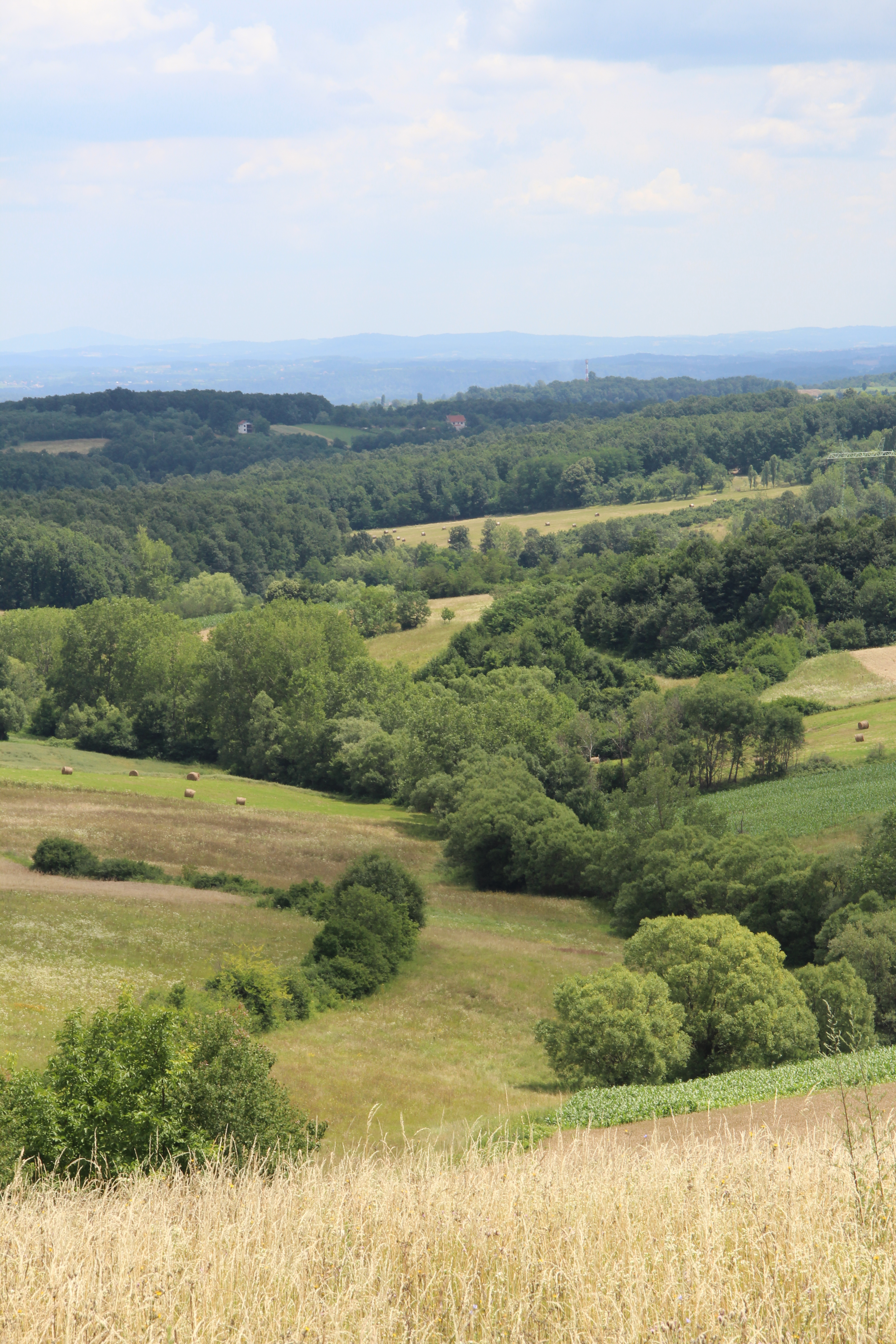
Dračić - panorama
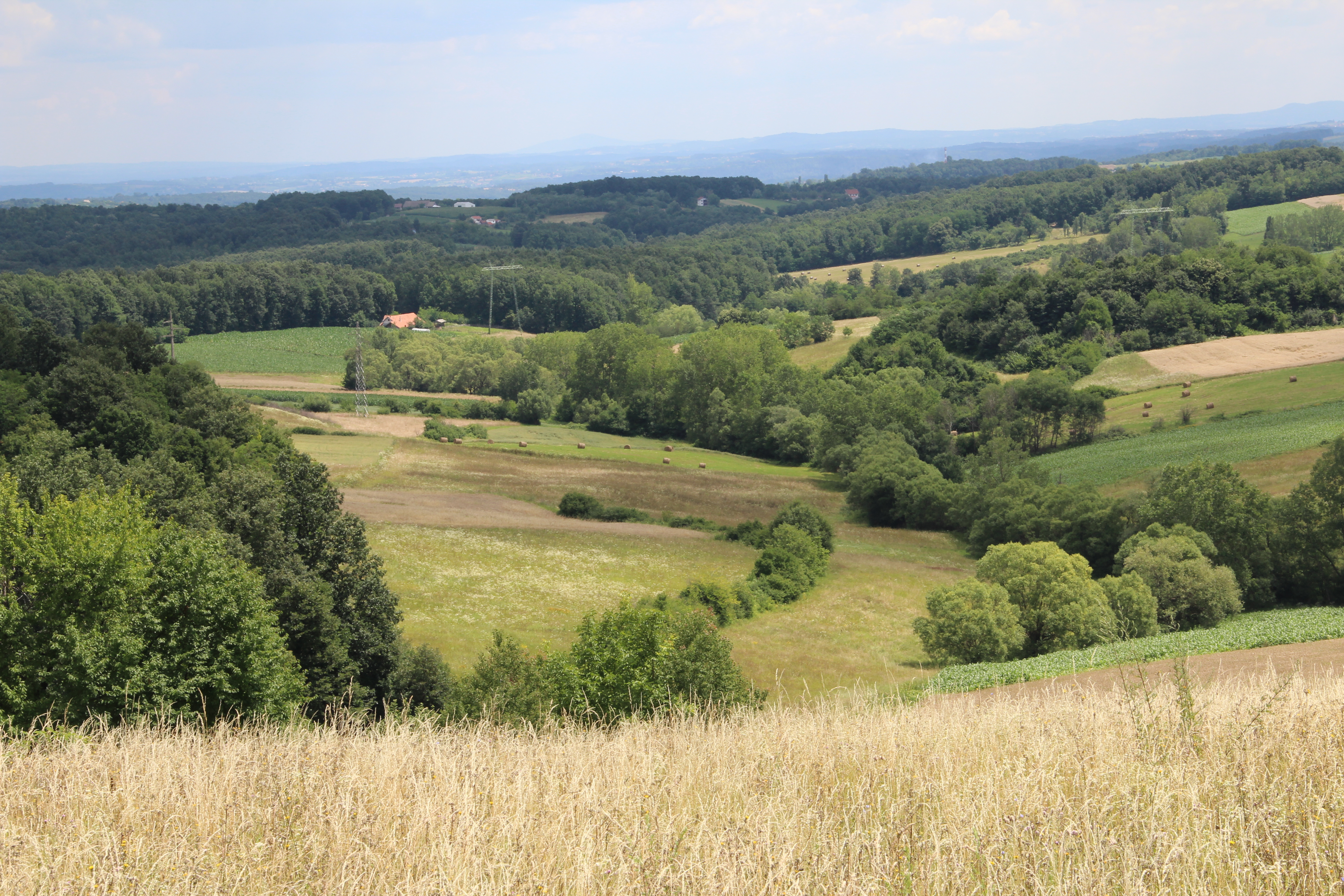
Dračić - panorama
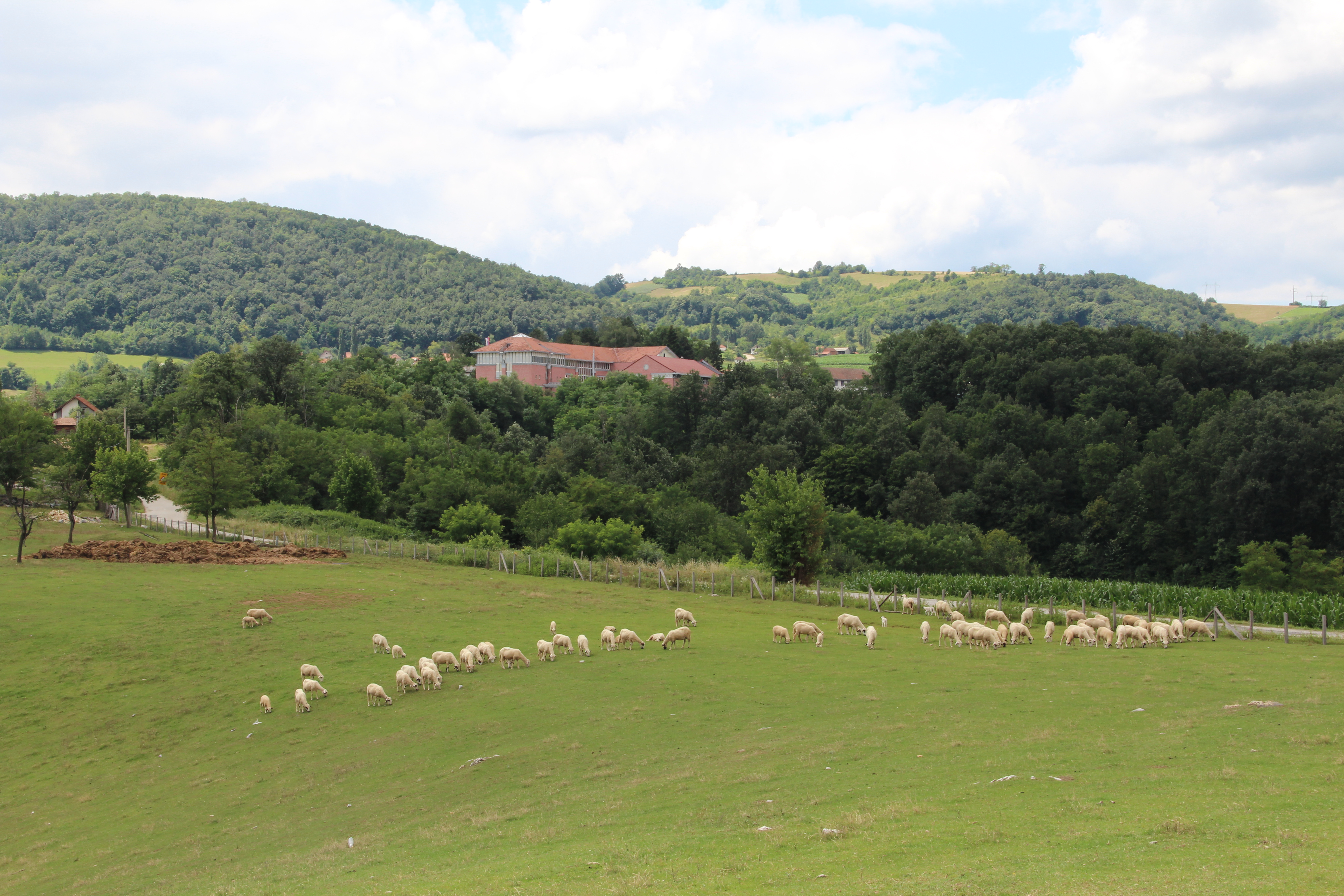
Dračić - panorama
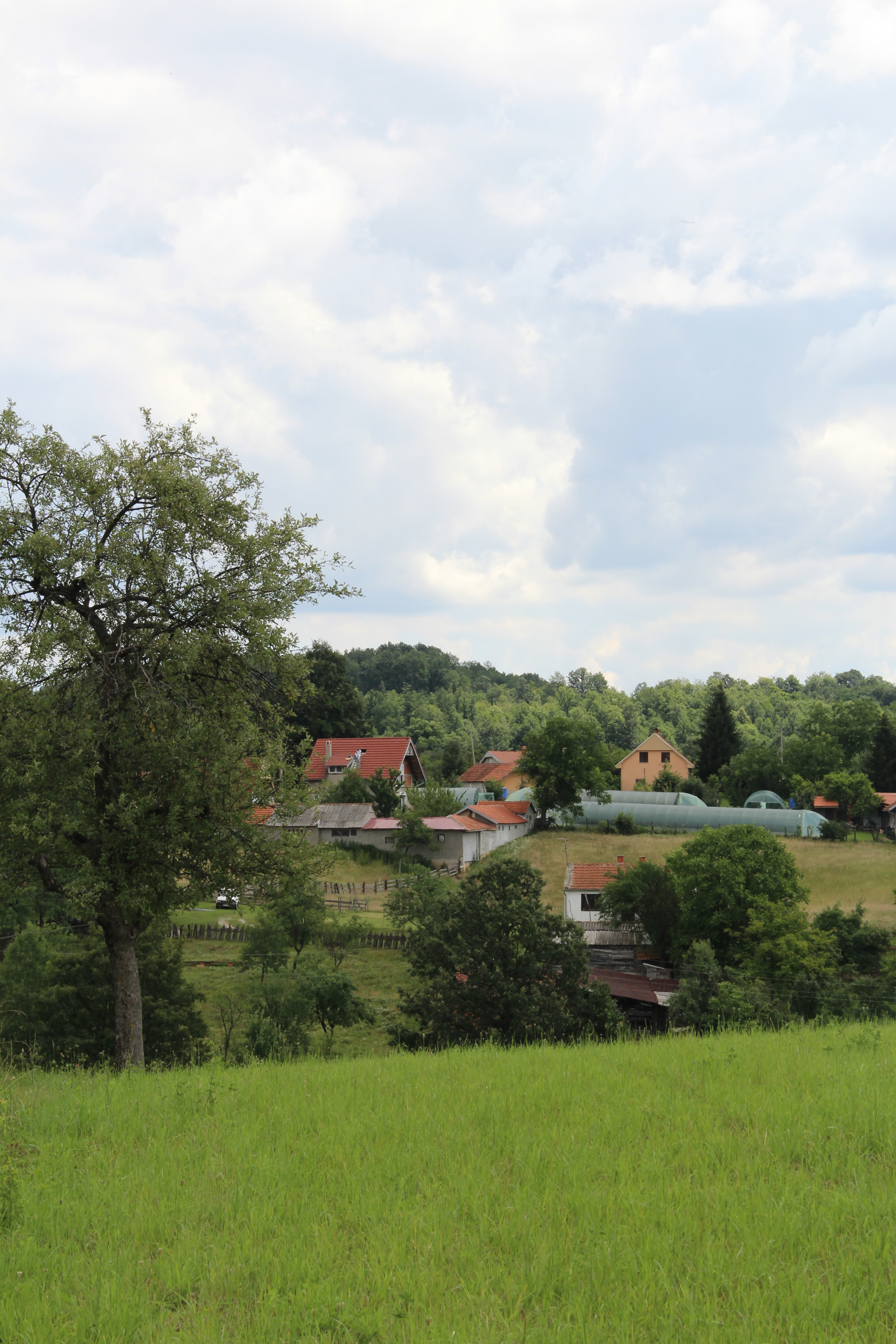
Dračić - panorama
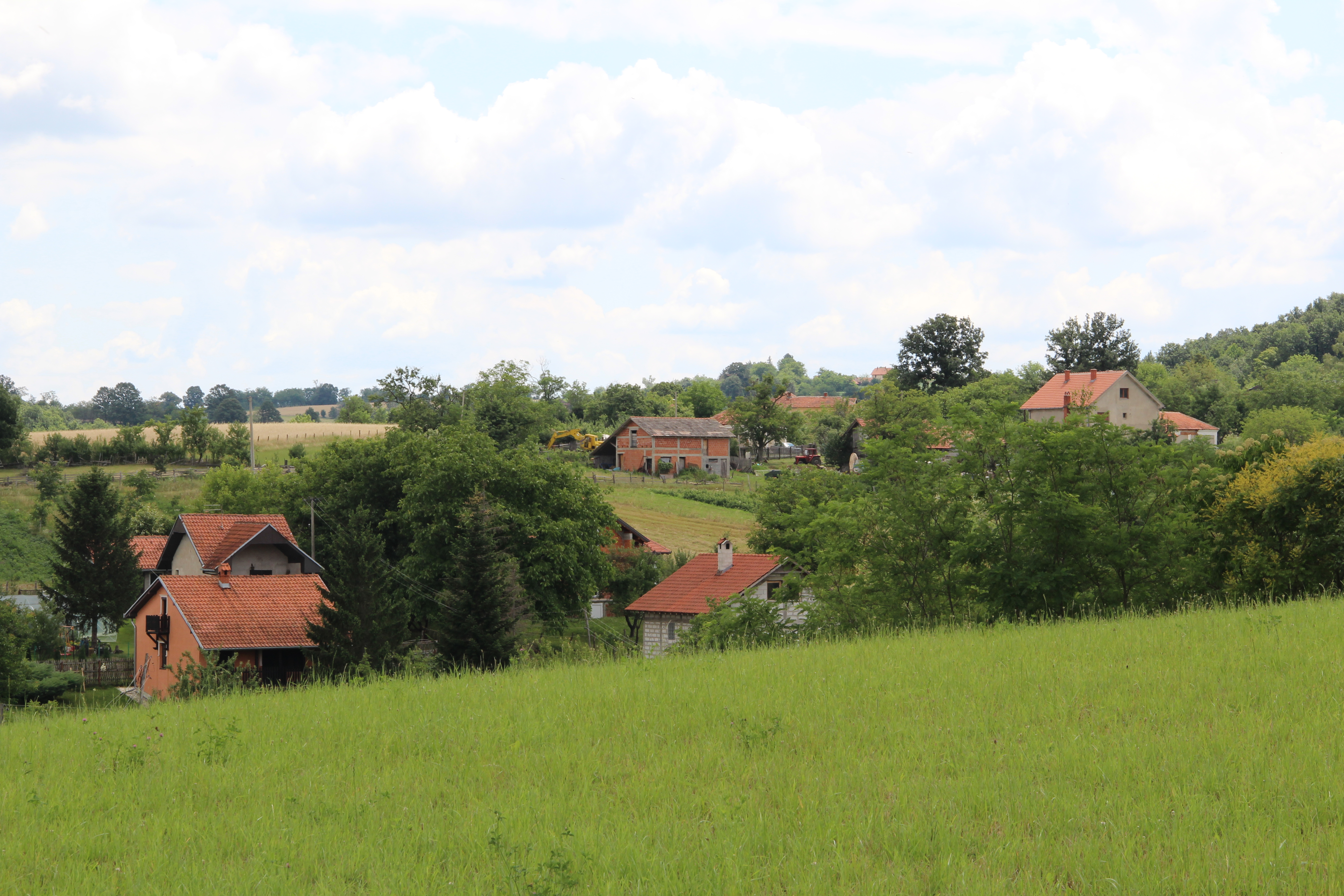
Dračić - panorama

## Demografia
| 1948 | 1953 | 1961 | 1971 | 1981 | 1991 | 2002 | 2011 |
| ---- | ---- | ---- | ---- | ---- | ---- | ---- | ---- |
| 311  | 399  | 304  | 308  | 290  | 280  | 264  | 267  |